# 國立臺灣大學研究圖書館

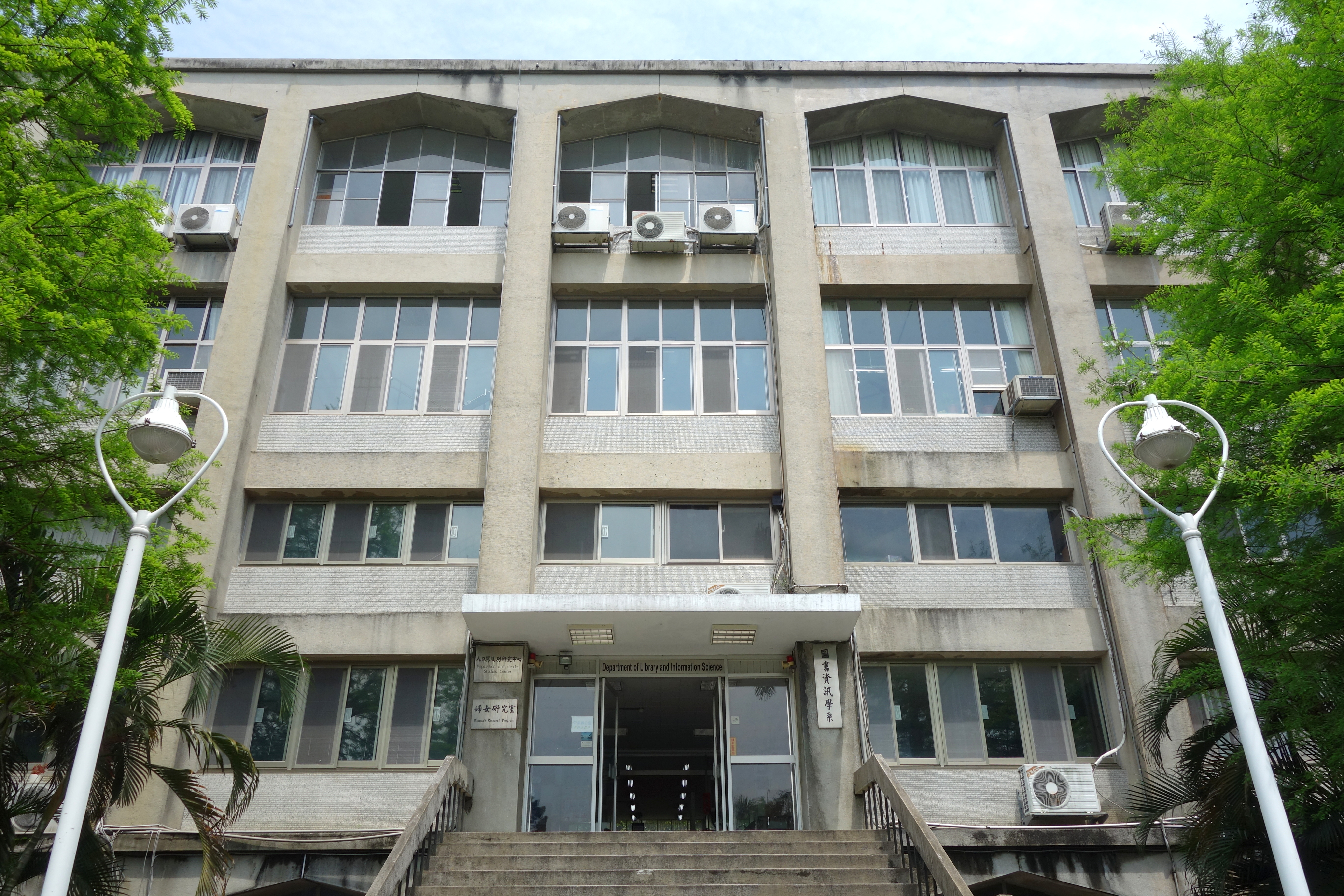
國立臺灣大學研究生圖書館，現為圖書資訊學系系館

國立臺灣大學研究圖書館，亦稱國立臺灣大學研究生圖書館，簡稱「研圖」，隸屬於國立臺灣大學圖書館，現今移交作為圖書資訊學系的系館使用。需申請「閉架書庫調閱服務」，方可閱覽研圖內的館藏。

## 歷史
1964年，時任圖書館學系系主任賴永祥提出設立規劃，由美國國際基金會、國家科學基金會以及校內籌措經費興建館體；於1968年落成啟用。研圖位於現今第一學生活動中心與土木工程館間，主要館藏為參考工具書、中外文期刊、中日文舊籍和珍藏文庫，且限定為應屆畢業生與研究生方可入內閱覽，不可外借。1998年在多數館藏移入總圖書館之後，現今的研圖建物作為圖書資訊學系的系館使用，二樓作為系圖書館，一樓書庫仍然保留。

## 相關事件
1981年7月3日，旅美學者陳文成陳屍於鄰近研圖的草坪，經臺大學生自治社團多年奔走，於2015年命名為「陳文成事件紀念廣場」。

## 外部連結
- 國立臺灣大學圖書資訊學系（繁體中文）（页面存档备份，存于）